# Liste der Botschafter der Vereinigten Staaten in Bolivien
Der Botschafter der Vereinigten Staaten von Amerika in Bolivien ist der Botschafter der Vereinigten Staaten von Amerika in Bolivien.
Die Titel des Botschafters waren:
- 1849–1854: Chargé d’Affaires
- 1854–1876: Minister Resident
- 1879–1890: Minister Resident/Consul General
- 1890–1941: Envoy Extraordinary and Minister Plenipotentiary
- 1942–dato: Ambassador Extraordinary and Plenipotentiary

## Botschafter
| Amtszeit  | Name                      | Bemerkung                     |
| --------- | ------------------------- | ----------------------------- |
| 1849      | John Appleton             |                               |
| 1850–1851 | Alexander Keith McClung   |                               |
| 1852–1854 | Horace H. Miller          |                               |
| 1854–1859 | John Winchester Dana      |                               |
| 1859–1861 | John Cotton Smith II      |                               |
| 1861–1862 | David Kellogg Cartter     |                               |
| 1863–1867 | Allen A. Hall             | Starb in Cochabamba           |
| 1868–1869 | John Watson Caldwell      |                               |
| 1869–1873 | Leopold Markbreit         |                               |
| 1873–1874 | John Thomas Croxton       | Starb während Amtszeit        |
| 1875–1876 | Robert McConnell Reynolds |                               |
| 1879      | Solomon Newton Pettis     |                               |
| 1880–1882 | Charles Adams             |                               |
| 1882–1883 | George Earl Maney         |                               |
| 1883–1885 | Richard Gibbs             |                               |
| 1885–1887 | William A. Seay           |                               |
| 1888–1889 | Samuel Stewart Carlisle   |                               |
| 1889–1892 | Thomas Henry Anderson     |                               |
| 1893      | Frederic James Grant      |                               |
| 1894–1898 | Thomas Moonlight          |                               |
| 1898–1902 | George H. Bridgman        |                               |
| 1902–1908 | William Brooks Sorsby     |                               |
| 1908–1910 | James Flynn Stutesman     |                               |
| 1910–1913 | Horace Greeley Knowles    |                               |
| 1913–1918 | John Davis O’Rear         | Starb während Amtszeit        |
| 1920–1921 | Samuel Abbot Maginnis     |                               |
| 1922–1928 | Jesse Samuel Cottrell     |                               |
| 1928–1929 | David E. Kaufman          |                               |
| 1930–1933 | Edward Francis Feely      |                               |
| 1933–1936 | Fay Allen Des Portes      |                               |
| 1936–1937 | Raymond Henry Norweb      |                               |
| 1937–1939 | Robert Granville Caldwell |                               |
| 1939–1941 | Robert Granville Caldwell |                               |
| 1942–1943 | Pierre de Lagarde Boal    |                               |
| 1944–1946 | Walter Clarence Thurston  |                               |
| 1946–1949 | Joseph Flack              |                               |
| 1950–1951 | Irving Florman            |                               |
| 1952–1954 | Edward John Sparks        |                               |
| 1954–1957 | Gerald Augustin Drew      |                               |
| 1957–1959 | Philip Wilson Bonsal      |                               |
| 1959–1961 | Carl Walther Strom        |                               |
| 1961–1963 | Ben Solomon Stephansky    |                               |
| 1963–1968 | Douglas Henderson         |                               |
| 1968–1969 | Raul Hector Castro        |                               |
| 1969–1973 | Ernest Victor Siracusa    |                               |
| 1973–1977 | William Perry Stedman Jr. |                               |
| 1977–1980 | Paul Harold Boeker        |                               |
| 1980      | Marvin Weissman           |                               |
| 1980–1981 | Alexander Fletcher Watson | Chargé d’Affaires ad interim  |
| 1981–1985 | Edwin Gharst Corr         |                               |
| 1985–1988 | Edward Morgan Rowell      |                               |
| 1988–1991 | Robert S. Gelbard         |                               |
| 1991–1994 | Charles R. Bowers         |                               |
| 1994–1997 | Curtis W. Kamman          |                               |
| 1998–2000 | Donna Jean Hrinak         |                               |
| 2000–2002 | Manuel Rocha              |                               |
| 2003–2006 | David N. Greenlee         |                               |
| 2006–2008 | Philip S. Goldberg        | Zur Persona non grata erklärt |
| 2009–2012 | John S. Creamer           | Chargé d’Affaires ad interim  |
| 2012–2014 | Larry L. Memmott          | Chargé d’Affaires ad interim  |
| 2014–2017 | Peter M. Brennan          | Chargé d’Affaires ad interim  |
| 2017–2020 | Bruce M. Williamson       | Chargé d’Affaires ad interim  |
| 2020–2022 | Charisse Phillips         | Chargé d’Affaires ad interim  |
| 2022–     | Jarahn Hillsman           | Chargé d’Affaires ad interim  |